# Кубок Німеччини з футболу 1983—1984
Кубок Німеччини з футболу 1983—1984 — 41-й розіграш кубкового футбольного турніру в Німеччині, 32 кубковий турнір на території Федеративної Республіки Німеччина після закінчення Другої світової війни. У кубку взяли участь 64 команди. Переможцем кубка Німеччини всьоме стала мюнхенська Баварія.

## Другий раунд
| Команда 1                    | Рахунок | Команда 2                   |
| ---------------------------- | ------- | --------------------------- |
| 7 жовтня 1983                |         |                             |
| Аугсбург (3)                 | 0:6     | Баварія                     |
| Айнтрахт (Брауншвейг)        | 2:1     | Оснабрюк (2)                |
| Алеманія (Аахен) (2)         | 1:0     | Вальдгоф                    |
| 8 жовтня 1983                |         |                             |
| Шарлотенбург (2)             | 0:3     | Шальке 04 (2)               |
| Хайдінгсфелд (3)             | 1:3     | Ганновер 96 (2)             |
| Боруссія (Менхенгладбах)     | 3:0     | Армінія (Білефельд)         |
| Кельн                        | 6:2     | Кікерс (Оффенбах)           |
| Фрайбург (2)                 | 1:4     | Гамбург                     |
| Карлсруе СК (2)              | 5:4 дч  | Кайзерслаутерн              |
| Бургленгенфельд (3)          | 0:3     | Вердер                      |
| Гольштайн (Кіль) (3)         | 1:2     | Баєр 05 Юрдінген            |
| Бохольт (3)                  | 3:1     | Штутгартер Кікерс (2)       |
| Шлос-Нойхаус (Падерборн) (3) | 0:2     | Герта (Західний Берлін) (2) |
| Фюрт (3)                     | 1:0     | Рот-Вайс (Люденшайд) (3)    |
| Ной-Ізенбург (3)             | 0:1     | Геттінген (3)               |
| 9 жовтня 1983                |         |                             |
| Кельн (аматори) (3)          | 1:8     | Штутгарт                    |

## Третій раунд
| Команда 1                    | Рахунок | Команда 2                   |
| ---------------------------- | ------- | --------------------------- |
| 18 грудня 1983               |         |                             |
| Фюрт (3)                     | 0:6     | Боруссія (Менхенгладбах)    |
| 14 січня 1984                |         |                             |
| Бохольт (3)                  | 3:1 дч  | Айнтрахт (Брауншвейг)       |
| Геттінген (3)                | 0:1     | Герта (Західний Берлін) (2) |
| Баєр 05 Юрдінген             | 0:0 дч  | Баварія                     |
| Штутгарт                     | 1:1 дч  | Гамбург                     |
| Ганновер 96 (2)              | 3:2     | Кельн                       |
| Шальке 04 (2)                | 2:1     | Карлсруе СК (2)             |
| 31 січня 1984                |         |                             |
| Алеманія (Аахен) (2)         | 0:1 дч  | Вердер                      |
| 31 січня 1984 (перегравання) |         |                             |
| Баварія                      | 1:0     | Баєр 05 Юрдінген            |
| Гамбург                      | 3:4 дч  | Штутгарт                    |

## Чвертьфінали
| Команда 1                      | Рахунок | Команда 2                   |
| ------------------------------ | ------- | --------------------------- |
| 3 березня 1984                 |         |                             |
| Бохольт (3)                    | 1:2 дч  | Баварія                     |
| Ганновер 96 (2)                | 0:1     | Боруссія (Менхенгладбах)    |
| 13 березня 1984                |         |                             |
| Вердер                         | 1:0     | Штутгарт                    |
| 14 березня 1984                |         |                             |
| Герта (Західний Берлін) (2)    | 3:3 дч  | Шальке 04 (2)               |
| 27 березня 1984 (перегравання) |         |                             |
| Шальке 04 (2)                  | 2:0     | Герта (Західний Берлін) (2) |

## Півфінали
| Команда 1                    | Рахунок | Команда 2     |
| ---------------------------- | ------- | ------------- |
| 1 травня 1984                |         |               |
| Боруссія (Менхенгладбах)     | 5:4 дч  | Вердер        |
| 2 травня 1984                |         |               |
| Шальке 04 (2)                | 6:6 дч  | Баварія       |
| 9 травня 1984 (перегравання) |         |               |
| Баварія                      | 3:2     | Шальке 04 (2) |

## Фінал
| 31 травня 1984 20:00 (CET) |

| Баварія                                                                                     | 1:1 дч   | Боруссія (Менхенгладбах)                                                    |
| ------------------------------------------------------------------------------------------- | -------- | --------------------------------------------------------------------------- |
| Дреммлер 82'                                                                                | Протокол | Міль 33'                                                                    |
|                                                                                             | Пенальті |                                                                             |
| Лербю · Нахтвайг · Гробе · Аугенталер · К.Г. Румменігге · Дреммлер · Мартін · М. Румменігге | 7:6      | Маттеус · Герлофсен · Боровка · Брунс · Ганнес · Крінс · Фронцек · Рінгельс |

| Вальдшта́діон, Франкфурт-на-Майні Глядачів: 61 146 Арбітр: Фолкер Рот |